# روت فايس آهلن
نادي روت فايس آهلن (بالألمانية: Rot Weiß Ahlen) هو نادي كرة قدم ألماني تأسس عام 1996. يلعب في دوري الدرجة الرابعة. يقع النادي في مدينة آهلن بولاية شمال الراين-وستفاليا

## وصلات خارجية
- الموقع الرسمي (بالألمانية)